# Valdelagua del Cerro
Valdelagua del Cerro – gmina w Hiszpanii, w prowincji Soria, w Kastylii i León, o powierzchni 4,85 km². W 2011 roku gmina liczyła 17 mieszkańców.